# Радошевиці (Великопольське воєводство)
Радошевиці (пол. Radoszewice, нім. Freudenort) — село в Польщі, у гміні Баб'як Кольського повіту Великопольського воєводства.
Населення — 195 осіб (2011).
У 1975-1998 роках село належало до Конінського воєводства.

## Демографія
Демографічна структура станом на 31 березня 2011 року:
|          | Загалом | Допрацездатний вік | Працездатний вік | Постпрацездатний вік |
| -------- | ------- | ------------------ | ---------------- | -------------------- |
| Чоловіки | 103     | 24                 | 70               | 9                    |
| Жінки    | 92      | 23                 | 45               | 24                   |
| Разом    | 195     | 47                 | 115              | 33                   |